# 869 Mellena
869 Mellena је астероид главног астероидног појаса са пречником од приближно 18,52 .
Афел астероида је на удаљености од 3,272 астрономских јединица (АЈ) од Сунца, а перихел на 2,112 АЈ. 
Ексцентрицитет орбите износи 0,215, инклинација (нагиб) орбите у односу на раван еклиптике 7,840 степени, а орбитални период износи 1613,777 дана (4,418 године). 
Апсолутна магнитуда астероида је 12,40 а геометријски албедо 0,056.
Астероид је откривен 9. маја 1917. године.